# Aciagrion zambiense
Aciagrion zambiense är en trollsländeart som beskrevs av Elliot C.G. Pinhey 1972. Aciagrion zambiense ingår i släktet Aciagrion och familjen dammflicksländor. IUCN kategoriserar arten globalt som otillräckligt studerad. Inga underarter finns listade i Catalogue of Life.